# Bezirksmuseum Hernals

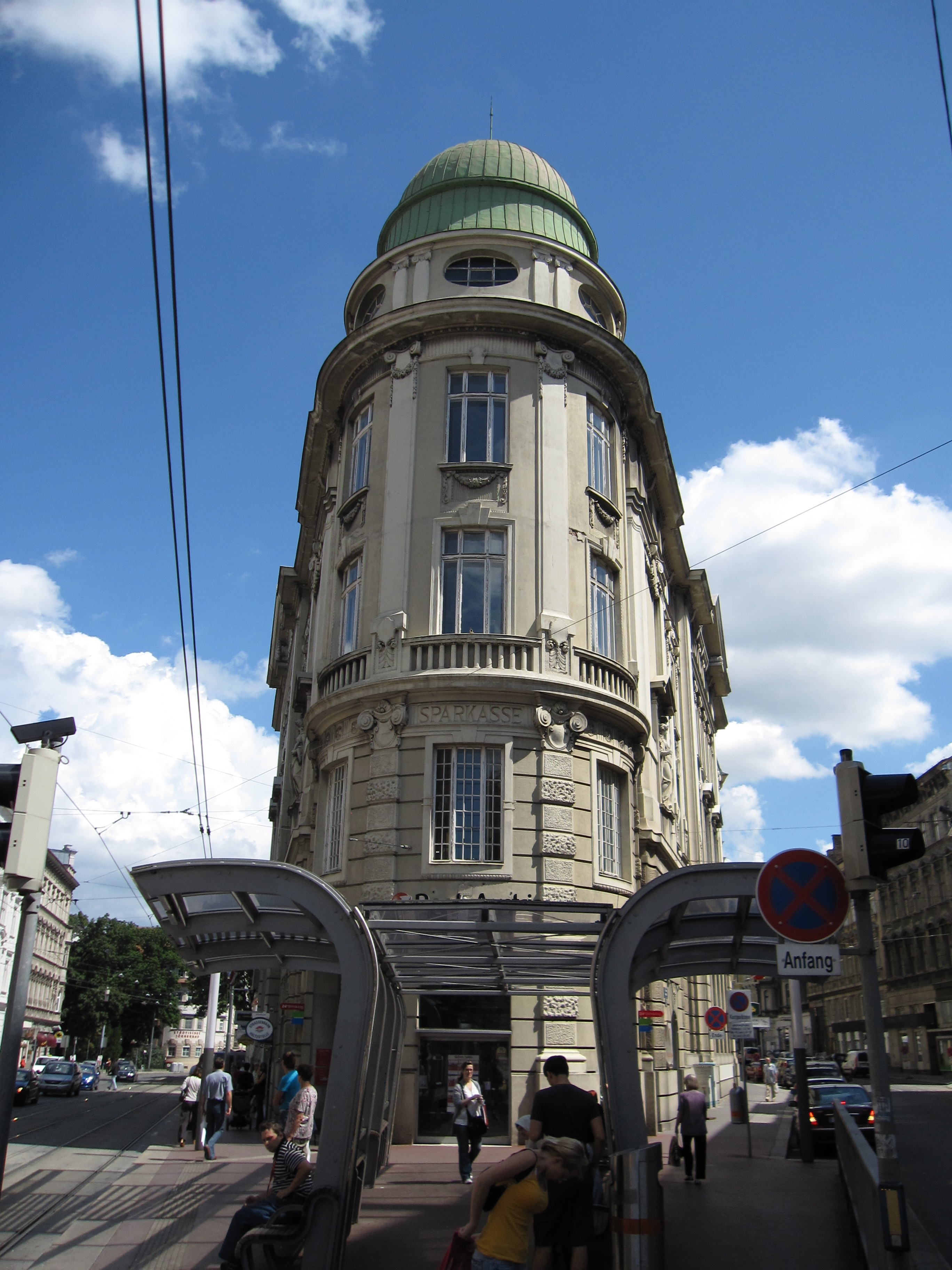
Das Bezirksmuseum Hernals befindet sich in der ehemaligen Hernalser Spar-Cassa

Das Bezirksmuseum Hernals ist ein  Bezirksmuseum in der Hernalser Hauptstraße 72–74 im 17. Wiener Gemeindebezirk Hernals.
Das Museum befindet sich am Elterleinplatz im dritten Stock der vom Architekten Josef Grünbeck und Stadtbaumeister Karl Bittmann in den Jahren 1911 bis 1913 im historistisch-sezessionistischen Mischstil errichteten ehemaligen Hernalser Sparkassa. Zuvor befand sich das Bezirksmuseum im ersten und zweiten Stock des Gebäudes, wo von den 650 m² Museumsfläche 390 m² als Ausstellungsfläche im ersten Stock und 20 m² für das Archiv im ersten Stock genutzt wurden. Das seit Herbst 2012 geschlossene Museum wurde am 27. Oktober 2014 in seinen neuen Räumlichkeiten wiedereröffnet.

## Bestände des Museums
- Sammlung für Ur- und Frühgeschichte, römische Funde: Bodenfunde, Münzfunde, Legionsziegel der X. und XIII. römischen Legion
- Persönlichkeitskartei: 350 Personen aus Wissenschaft, Kunst, Kirche, Politik, Sport und Wirtschaft
- Fotoarchiv: Fotos zu den Straßen des Bezirks
- Schrammel-Archiv: Umfangreiches Material zu Johann und Josef Schrammel
- Sauter-Archiv: handschriftliche Gedichte, Bücher, Bilder, Fotos und eine Büste von Ferdinand Sauter
- Archiv für Zeitgeschichte: Unterlagen über Monarchie, Diktatur und Republik
- Sportarchiv: Material zu Sportlern, Sportstätten, Sportarten und Vereinen (Engelmann, Wiener Sport-Club, Postsportverein u. a.)
- Politisches Archiv: Material über politische Parteien, Politiker und Veranstaltungen im Bezirk
- Archiv für Verkehrswesen: Unterlagen zur Entwicklung des Verkehrswesens in Hernals, alte Fahrscheine, Straßenbahntafeln u. a.
- Theaterarchiv: Unterlagen zu Künstlern.
- Plakatsammlung: alte Theaterplakate, Plakate von politischen und sonstigen Veranstaltungen
- Hernalser Vergnügungsstätten: Speisekarten, Programme beim Gschwandner und Stalehner u. a., Material über Volksmusiker
- Bibliothek: Publikationen zu Hernals, Viennensia, Austriaca, Kunstbücher, Musiknoten (Edmund Eysler, Philipp Fahrbach, Brüder Schrammel, Karl Föderl u. a.)
- Nachlässe: Moritz Graf Lacy, Johann Georg Elterlein, Friedrich Schmidt, Carl Philipp, Georg Janny, Ferdinand Sauter, Josef Bratfisch, Edmund Eysler, Anton Trnka, Barbara (Betty) Fischer, Rudolf Zenziger, Karl Föderl, Franz Zabusch.

## Ausstellungen
- 1999: Kunsteisbahn Engelmann, 90-Jahre-Jubiläum der ersten Eisbahn von Eduard Engelmann
- 2008: Kino in Hernals
- 2009: Fußballtradition in Hernals, Wiener Sport-Club, Wiener Sportklub, bis 30. Juni 2009[2]
- 2009: Die Kalvarienbergkirche jubiliert, bis 5. Oktober 2009[3]

## Galerie

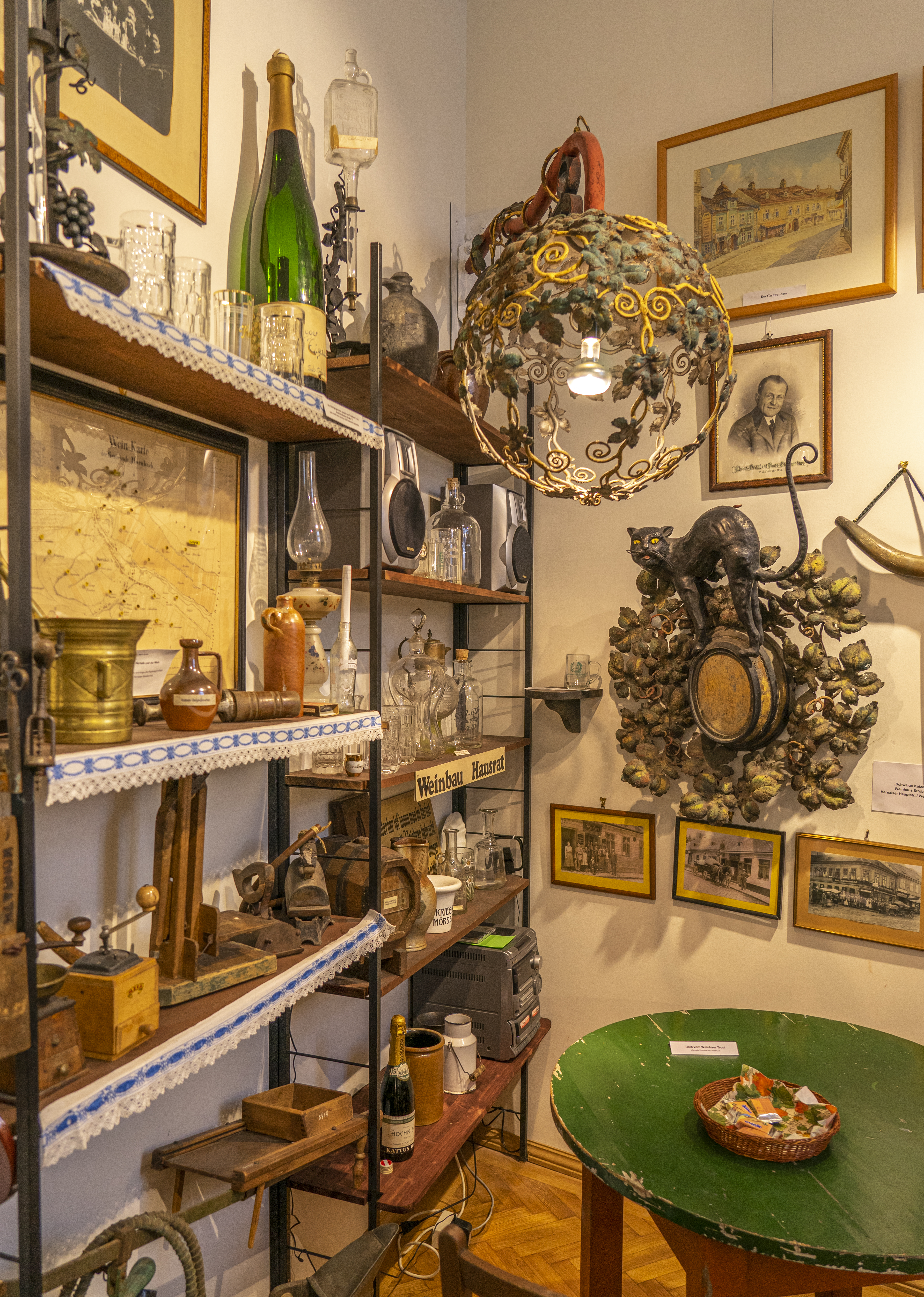
Weinecke
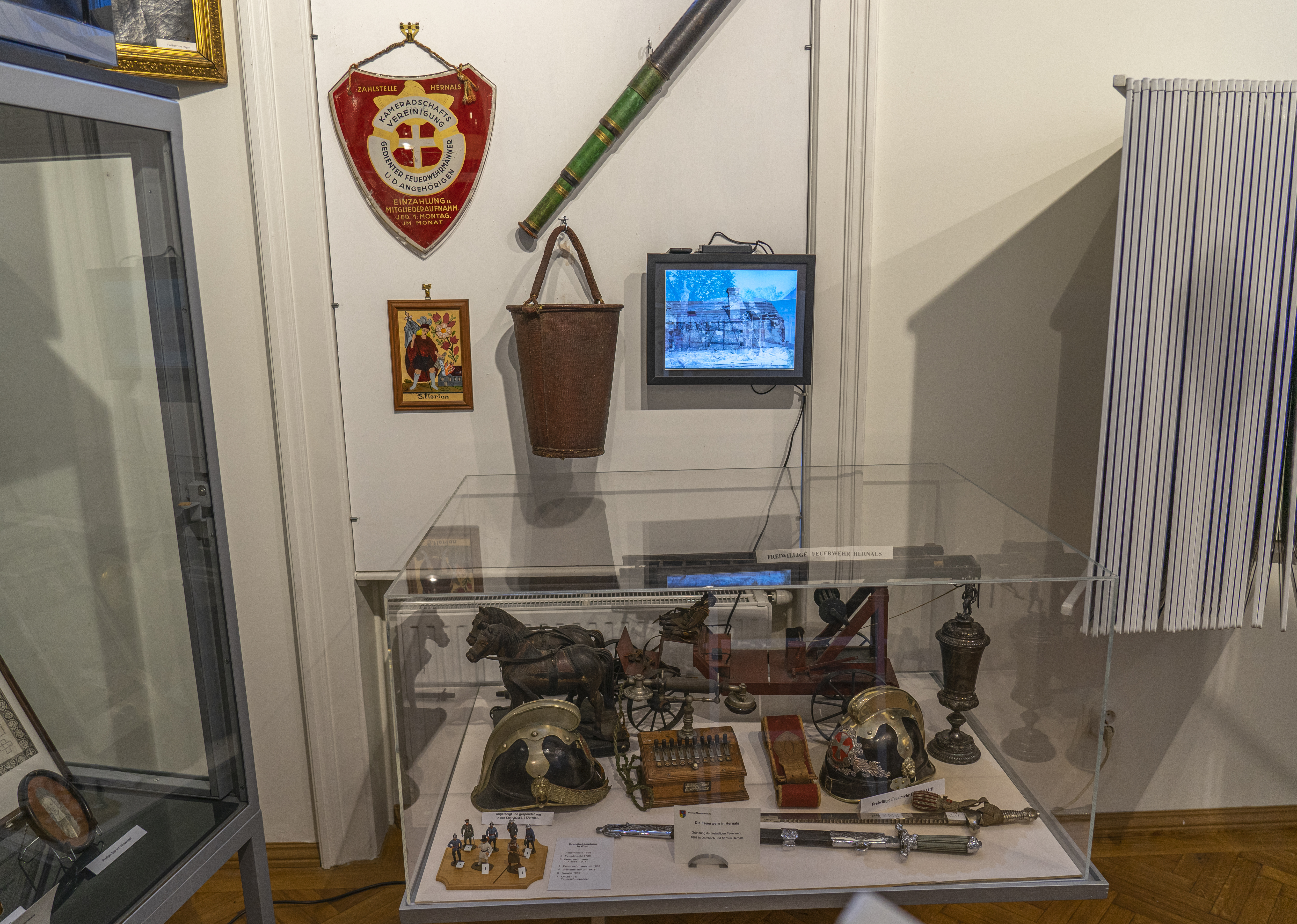
Feuerwehr
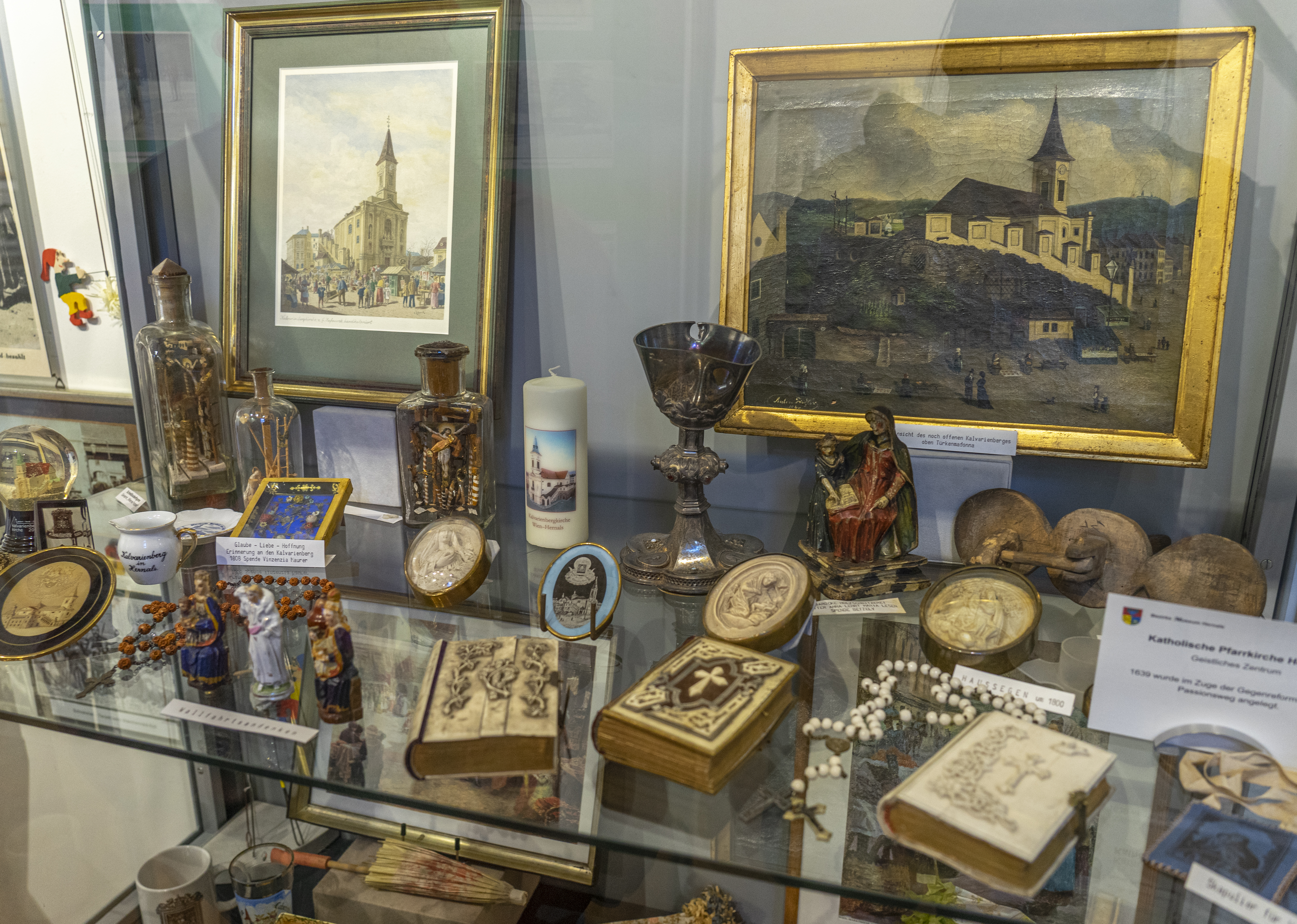
Kalvarienberg
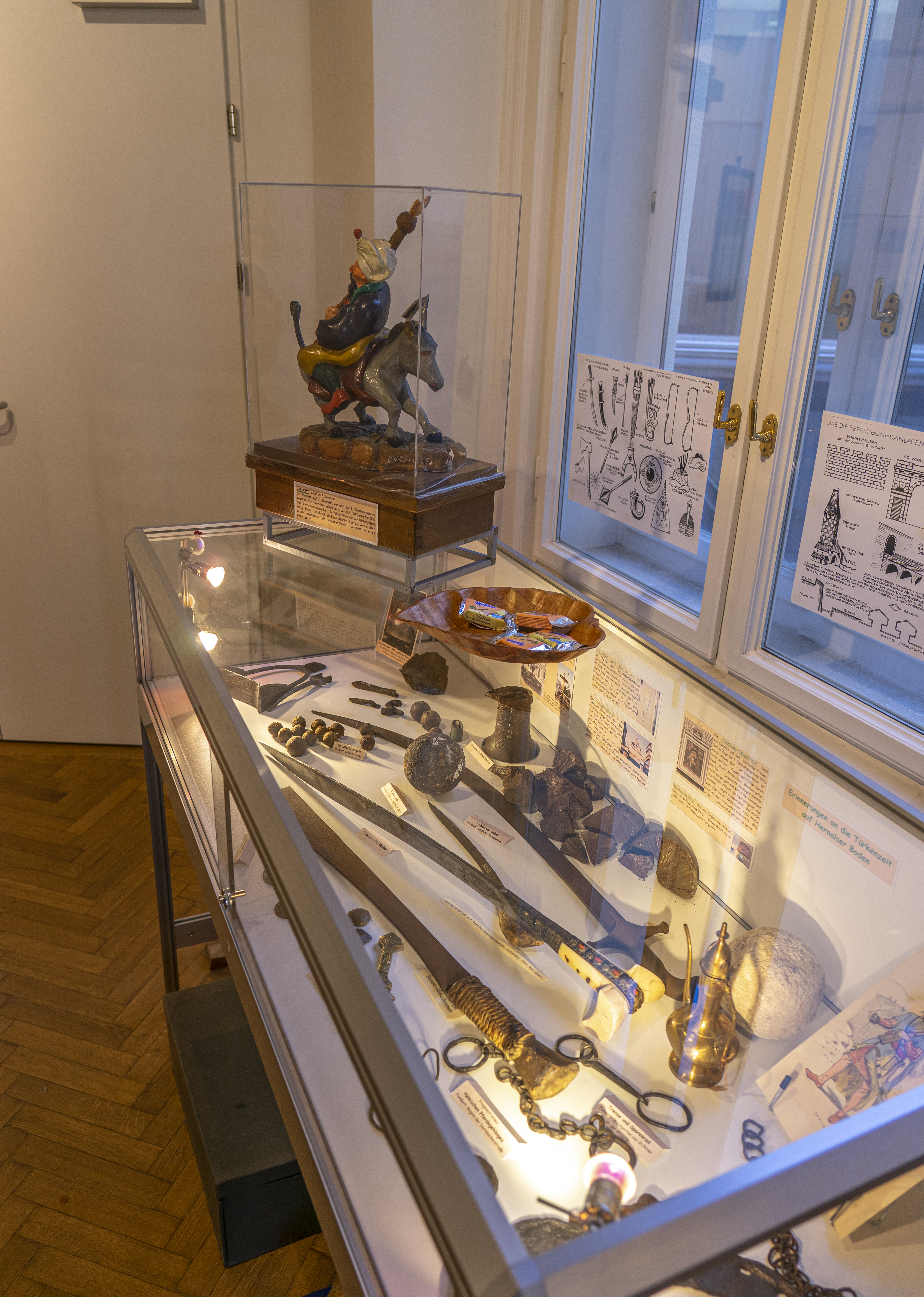
Türkenvitrine
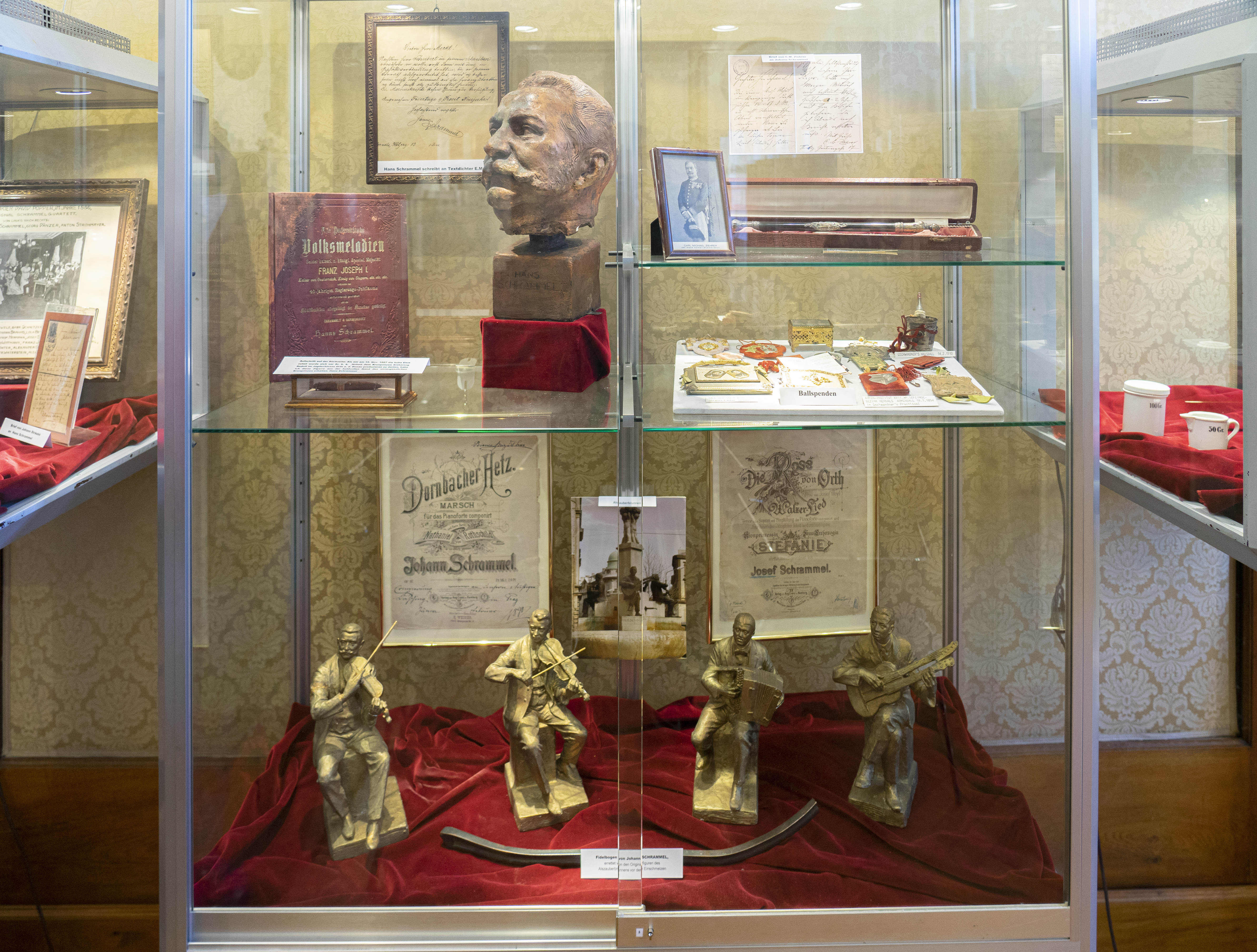
Schrammelvitrine